# Jens Andersen Hansen
Jens Andersen Hansen, J.A. Hansen, född 7 januari 1806 i Odense, död 1 juni 1877, var en dansk politiker.
Hansen var 1835–1841 skomakarmästare i Rudkøbing och Slagelse och författade 1833–1841 flera småskrifter dels om näringsväsendet, dels om de kyrkliga förhållandena (han blev redan 1825 gripen av grundtvigianismen). År 1842 flyttade han till Köpenhamn och började utge veckotidningen "Almuevennen", som förde de lägre samhällsklassernas talan gentemot godsägare och ämbetsmän. År 1848 ivrade han för allmän rösträtt och kämpade mot upptagande av kungavalda medlemmar i den grundlagsstiftande riksförsamlingen. I oktober samma år invaldes han själv i denna församling, men tog ingen framstående del i dess förhandlingar. Därefter hade han, endast med ett kort avbrott, till sin död säte i folketinget samt 1856–1866 även i riksrådet och utövade snart stort inflytande. Han medverkade till genomförande av många reformer, i synnerhet till förbättring i de mindre jordbrukarnas ställning och till utveckling av den kommunala självstyrelsen. År 1851 blev han medlem av styrelsen för Bondevennernes selskab. Dessutom fortsatte han utgivandet av "Almuevennen", som 1856 fick namnet "Morgenposten" och blev daglig tidning, men lämnade 1864 själva den redaktionella ledningen. 
Under sin långa politiska bana blev Hansen ständigt trogen sina demokratiska grundsatser, men gjorde med avseende på de stora nationella och politiska frågorna upprepade gånger betydliga svängningar, säkerligen delvis ledd av sin ovilja mot De Nationalliberale. Så försvarade han 1852–1853, i förbund med den byråkratiska reaktionen, helstaten, ehuru han förut varit ivrig eiderdansk, men slog strax om, då reaktionen hotade allmänna rösträtten; blev ånyo eiderdansk och var 1861 medlem av Dannevirkeforeningen. År 1857–1858 uttalade han sig i avgjort skandinavisk anda, men stämplade detta 1864–1865 som "hjemmesvenskeri". År 1870 var han en bland stiftarna av Forenede Venstre och en av dess ledare, men ställdes de senare åren i skuggan av yngre krafter. År 1855 blev han ledare för Holbæk amts brandassuranceforening och fick senare även för ett djurförsäkringsbolag, men på grund av egna ekonomiska problem började han snart ägna sig åt oegentligheter. Kort före sin död tvangs han erkänna att han förskingrat omkring 200 000 kr av dessa bolags pengar, men avled innan polisutredningen hunnit slutföras.
Utom smärre flygskrifter utgav Hansen Vor forfatnings historie fra 1848 til 1866 (fyra band, 1868–1876, ofullbordad) och Mit livs historie og gjerning (1875, ofullbordad); senare utkom Efterladte papirer (1878–1879, likaledes ofulländad).